# آنگله روپشینه
آنگله روپشینه (انگلیسی: Angelė Rupšienė؛ زادهٔ ۲۷ ژوئن ۱۹۵۲) بازیکن بسکتبال لیتوانیایی‌تبار اهل شوروی بود.
از باشگاه‌هایی که در آن بازی کرده‌است می‌توان به باشگاه فوتبال ژالگیریس اشاره کرد.